# コハーリ・フェレンツ・ヨージェフ
コハーリ・フェレンツ・ヨージェフ（洪：Koháry Ferenc József, 1767年9月4日 - 1826年6月27日）は、ハンガリーの大貴族、廷臣。伯爵、1815年よりコハーリ・デ・チャーブラーグ・エ・シトニャ公（独：Fürst Koháry de Csabrág et Szitnya/洪：Herceg csábrági és szitnyai）に陞爵した。ハンガリー官房の副長官職を務めた。

## 生涯
コハーリ・イグナーツ・ヨージェフ伯爵（1726年 - 1777年）とその妻の伯爵令嬢マリーア・ガブリエーラ・フォン・カブリアーニ・ディ・イメナ（1736年 - 1803年）の間の一人息子として生まれた。10歳で父を亡くし、伯爵家の当主となったが、幼かったこともあり、成年に達するまで母が後見人として領地の経営にあたった。
1791年より自分で相続領を治めることとなった。その領地は上部ハンガリー（現在のスロヴァキア）のムラーニ、バログヴァール、デレンチェニ、フュレクの4つの所領、下オーストリアのエーベンタール、デュルンクルートおよびヴァルタースキルヒェン（現在のポイスドルフの一部）の3つの所領で構成されていた。
1792年2月13日に伯爵令嬢マリア・アントイネッテ・フォン・ヴァルトシュタイン＝ヴァルテンベルク（1771年 - 1854年）と結婚し、間に1男1女をもうけた。夫妻の長男フェレンツ・セラーフ（1792年 - 1798年）が幼くして死ぬと、長女マリア・アントニア（1797年 - 1862年）が膨大なコハーリ家の全財産の相続人となった。
マリア・アントニアがザクセン＝コーブルク公子フェルディナントと婚約すると、オーストリア皇帝フランツ1世はコハーリ家とザクセン＝コーブルク家双方の身分の釣り合いをとるために、フェレンツを伯爵から公（フュルスト）の身分に昇格させた。これは花婿の兄のザクセン＝コーブルク公エルンスト1世の要請に応じた措置であった。反対に、フェレンツは娘夫婦の子孫がカトリック信徒として教育されるという譲歩を引き出した。
1817年に金羊毛騎士団の騎士に叙せられた。1826年、友人のジチー伯爵家の客としてオロスヴァール城に滞在していた時に死去し、ガラムセントベネデクの修道院聖堂内のコハーリ家霊廟に葬られた。

## 逸話
コハーリ家の断絶の原因について、民間には次のような言い伝えが残されている。フェレンツは大の狩猟好きで、一族の本拠セントアンタルの城を狩猟小屋のように扱い、仕留めた数千もの獲物の展示場にしてしまった。
森の動物たちはフェレンツの度を越した獣への殺戮行為に怒り、復讐として彼の娘を誘拐した。フェレンツは動物たちによって裁判にかけられ、一人の男が城にやってきてその判決を伝えた。いわく、「お前の娘は家に帰ってよいことになった。しかしコハーリ、お前は罰として男の跡取りを持つことができなくなる。お前の一族の血筋は断たれることになった」。
この獣たちの判決通り、彼の一人息子は夭折した、というものである。

## 引用・脚注
1. ↑  植物学者フランツ・アダム・フォン・ヴァルトシュタイン＝ヴァルテンベルク、枢密顧問官フェルディナント・エルンスト・フォン・ヴァルトシュタイン＝ヴァルテンベルク伯爵兄弟の従妹にあたる女性。
2. ↑  http://www.sachsen-coburg-gotha.de/?Das_Herzogshaus:Geschichte:Heiratspolitik
3. ↑  August Wilpert, Bayerische Bibliographie .Kurze Geschichte der katholischen, sog. "Koháry"-Linie des Herzoglichen Hauses Sachsen-Coburg und Gotha, http://gateway-bayern.de/BV014584282
4. ↑  Jurende's vaterländischer Pilger: Geschäfts- und Unterhaltungsbuch für alle Provinzen des österreichischen Kaiserstaates: allen Freunden der Kultur aus dem Lehr-, Wehr- und Nährstande, vorzüglich allen Natur- und Vaterlands-Freunden geweiht, Band 25